# Correcteur physiologique

Spectre de bruit rose (échelle logarithmique).

Le correcteur physiologique, appelé également Loudness, permet d'apporter une correction en fréquence d'un signal audio, afin d'obtenir un son subjectivement plus puissant lors d'une écoute à bas volume.
Son principe consiste à compenser le fait que l'oreille humaine est moins sensible dans les graves et les aigus à faible niveau sonore. Le correcteur agit en fonction de la position du potentiomètre de volume en rajoutant des graves et des aigus.
Le graphique à droite indique les courbes isosoniques de Fletcher et Munson, c'est-à-dire la sensibilité moyenne de l'oreille en fonction de la fréquence (en hertz) et du niveau sonore (en dB SPL). Elles montrent que la sensibilité de l'oreille varie fortement suivant la pression sonore.